# Imre Bujdosó
Imre Bujdosó   (Berettyóújfalu, 12 de febrer de 1959) és un tirador d'esgrima hongarès, ja retirat, especialista en sabre, que va competir durant les dècades de 1980 i 1990. És el pare de la tiradora d'esgrima Alexandra Bujdoso, que el 2008 i 2012 va disputar els Jocs Olímpics sota bandera alemanya.
El 1988 va prendre part en els Jocs Olímpics d'Estiu de Seül, on disputà dues proves del programa d'esgrima. Guanyà la medalla d'or en la prova del sabre per equips, mentre en la del sabre individual fou dinovè. Quatre anys més tard, als Jocs de Barcelona, guanyà la medalla de plata en la prova del sabre per equips.
En el seu palmarès també destaquen sis medalles al Campionat del Món d'esgrima, tres d'or, una de plata i dues de bronze, entre les edicions de 1982 i 1991; així una medalla d'or a les Universíades de 1987 i al Campionat d'Europa d'esgrima de 1991.